# Рассрочка
Рассро́чка — способ оплаты товаров или услуг, при котором платёж производится не единовременно в полной сумме их стоимости, а по частям. Рассрочка наиболее распространена при продаже розничных товаров в кредит. При рассрочке платежа между контрагентами возникают кредитные обязательства.

## Покупка в рассрочку в России
В соответствии со статьёй 489 ГК РФ договором о продаже товара в кредит может быть предусмотрена оплата товара в рассрочку.
Договор о продаже товара в кредит с условием о рассрочке платежа считается заключённым, если в нём наряду с другими существенными условиями договора купли-продажи указаны цена товара, порядок, сроки и размеры платежей.
В случае если покупатель не производит в установленный договором срок очередной платёж за проданный в рассрочку и переданный ему товар, продавец вправе, если иное не предусмотрено договором, отказаться от исполнения договора и потребовать возврата проданного товара, за исключением случаев, когда сумма платежей, полученных от покупателя, превышает половину цены товара.

## Покупка в рассрочку в других странах
В Великобритании, США, Канаде, Китае, Японии, Индии, Австралии и Новой Зеландии под покупкой в рассрочку понимается договор, заключаемый в том случае, когда покупатель не может уплатить цену товара полностью, но может сделать это по частям. В случае подписания договора покупатель вносит ежемесячные платежи, определённые договором рассрочки. После того, как выплачена вся сумма (цена товара плюс проценты по договору), покупатель приобретает права на покупку товара и может использовать его по своему усмотрению или вернуть продавцу.